# Zirkus Nemo
Zirkus Nemo var Danmarks eneste cirkus for voksne. Det blev startet af skuespilleren Søren Østergaard og journalisten og entertaineren Anders Lund Madsen i 1999, fra 2007 blev Østergaard eneejer. Cirkus Nemos sidste sæson var 2024, selskabet gik konkurs i februar 2025.
Østergaards koncept var, at der var "et publikum i sammensuriet mellem revy, cirkus og satire". Zirkus Nemo er de seneste år blevet et mere "rigtigt" cirkus med dyr, danmarksturneer og over 30 ansatte.
I årene 2004 til 2006 holdt cirkus pause, da Østergaard stod bag Søren Østergaards Tivoli Varieté i Københavns Tivoli. I 2007 var Zirkus Nemo igen var på turné, men fra 2008 til 2009 var Østergaard tilbage i Tivoli med et Nemo-show. I Tivoli-årene havde Østergaard internationale artister med i forestillingerne, hvilket fortsatte da cirkus genoptog teltturné fra 2010. Et vigtigt element i forestillingerne er Søren Østergaards egne figurer, blandt andre Bager Jørgen, Smadremanden, Kim Tim og Målermanden.

## Historie
Søren Østergaard og skuespilleren Flemming Jensen rejste rundt med det cirkusinspirerede show, Østergaard og Jensens Store Hundeshow, i 1990'erne. Efter en optræden i Tyskland, som anmelderne roste, men publikum svigtede, endte de begge med en milliongæld. For Østergaards vedkommende blev gælden klaret med nogle teaterjob og endnu en sæson i Cirkusrevyens telt på Bakken samt en  reklame for Volkswagen. Da den sidste rate af gælden var betalt, bestilte Østergaard et telt og spurgte Flemming Jensen om, han ville være partner igen. Det turde Jensen ikke. I stedet mødte Østergaard Anders Lund Madsen, og så startede de Zirkus Nemo, ud fra konceptet, at der var "et publikum i sammensuriet mellem revy, cirkus og satire".
Zirkus Nemo blev efter 25 sæsoner erklæret konkurs i februar 2025. De seneste år havde budt på røde tal på bundlinjen og en negativ egenkapital på mere end tre millioner kroner i regnskabet for 2022/23. Ifølge Søren Østergaard skyldes konkursen blandt andet de økonomiske konsekvenser af to års lukning under Coronaviruspandemien, kombineret med de seneste års uforudsigelige våde somre med deraf følgende alvorlige vandskader og 
ekstra ekspres flytninger af cirkusteltet.

## Koncept
Som cirkus betragtet opfyldte Zirkus Nemo følgende kriterier: Det foregik i et telt, det tager på turne om sommeren, det havde et lille orkester samt en række små selvstændige numre. Selve cirkusnumrene skiftede mellem egentlige artistiske optrædener af forskellige gæsteartister samt humoristiske indslag af zirkusdirektøren og hans skiftende makker/makkere, ikke mindst i form af parodier på traditionelle artistindslag som tryllekunst, hesteoptræden, ballonkunst eller helt selvopfundne genrer som dansende wienerbrød.
Musikken var gennem årene været komponeret af henholdsvis Frans Bak og Nikola Diklic.

## Sæsoner
Søren Østergaard har været med i alle sæsoner, mens Anders Lund Madsen var kun med de første sæsoner 1999, 2000 og 2003. Som turnerende cirkus holdt Zirkus Nemo pause 2004-2006 samt 2008-2009. I 2020 og 2021 blev turneen aflyst på grund af coronaviruspandemien.
- 1999
- 2000: Nu med neger
- 2001: Nu med hentehår. I 2001 var Anders Lund Madsen ikke med i Zirkus Nemo, og som den komiske makker havde Søren Østergaard i stedet fået Louise Mieritz. Blandt artisterne var: Lars Lottrup – ballonmand.
- 2002: Nu med tarteletter. Heller ikke i 2002 var Madsen med, og denne gang havde Østergaard allieret sig med Tom McEwan og Anne Sofie Espersen.
- 2003: Nu med neon. Dette show blev annonceret som 175 års jubilæum. Gæsteartister var: Monsieur Jeton – gentemanjonglør, Miss Annett – Vertikalseil/Balance og Miss Volta – Strøm/Elførende.
- 2003: Store gallashow. Dette show foregik indendørs og indeholdt primært højdepunkter fra de øvrige shows. Louise Mieritz og Lars Lottrup deltog i gallashowet.
- 2004: Deltagelse i gallashow i forbindelse med brylluppet mellem kronprins Frederik og kronprinsesse Mary.
- 2007: Nu igen. Søren Østergaard suppleres af en række artister samt dyr.
- 2010: Classik' 2010
- 2011: Søren Østergaard og Peter Frödin.
- 2012: Større end nogensinde. Søren Østergaard og Peter Frödin.
- 2013: Med deltagelse af zirkusprinsessen, skuespilleren Patricia Schumann.
- 2014: Årets komiske makker var den norske gummimand Captain Frodo.
- 2015: Med deltagelse af to zirkusprinsesser, skuespillerne Tina Gylling Mortensen og Sigrid Husjord.[5]
- 2016: Årets komiske makker var igen den norske gummimand Captain Frodo.
- 2017: Nu med spektakulært fødselsdagsshow!
- 2021-2022: Ingen turné grundet coronaviruspandemien.[3]
- 2023: Zirkus Nemo Classic.[3]
- 2024: (sidste sæson)
- 2025: Zirkus Nemo konkus[2]

## Hæder og priser
- 2004: Modtager af Årets Reumert som årets specialitet[6]
- 2014: Zirkusdirektør Søren Østergaard blev tildelt Ridderkorset af Dannebrogordenen.
- 2017: Zirkusdirektør Søren Østergaard blev tildelt Den Danske Cirkuspris

## Referener
1. 1 2 3  "UGENS PLAKAT. Zirkus Nemo..." Danske Cirkusvenner / Danish Circus Friends. 22. januar 2021. Hentet 22. januar 2021.
2. 1 2 3  "Zirkus Nemo er gået konkurs". DR-nyheder. 18. februar 2025. Hentet 18. februar 2025.
3. 1 2 3 4 5  Grith Larsen, Ritzau (29. april 2023). "Søren Østergaard: Man må aldrig blive fedtet". Hentet 29. april 2023.
4. ↑  "MIT LIVSVÆRK STÅR I VAND TIL KNÆENE". Cirkus Før Og Nu - Circus Before And Now. 18. februar 2025. Hentet 18. februar 2025.
5. ↑  Sigrid er 117 centimeter og skuespiller: »Jeg har vist, at jeg kan noget«. Politiken.
6. ↑  Skuespiller og komiker Søren Østergaard: En travl fødselar. Billed-Bladet. Hentet 6/9-2021